# Abbaye de Rufford
L’abbaye de Rufford est une ancienne abbaye cistercienne, située dans le village de Rufford (en) (dans le comté du Nottinghamshire), en Angleterre. Comme la plupart des abbayes britanniques, elle a été fermée par Henry VIII durant la campagne de dissolution des monastères.

## Histoire

### Fondation
L'abbaye est fondée à la demande de Gilbert de Gand, comte de Lincoln, qui fait venir des moines cisterciens de l'abbaye de Rievaulx. À l'époque, le site de Rufford est en pleine forêt de Sherwood, et comprend trois hameaux. Ceux-ci sont rasés pour construire l'abbaye, et les villageois se voient proposer un nouveau site. De très nombreuses chartes, ainsi que deux bulles respectivement d'Adrien IV et d'Alexandre III, confirment les droits accordés et donations faites à l'abbaye de 1148 à 1462.
Le nom de « Rufford » pourrait venir de rough ford, qu'on pourrait traduire par « gué rude, passage difficile ».

### Moyen Âge

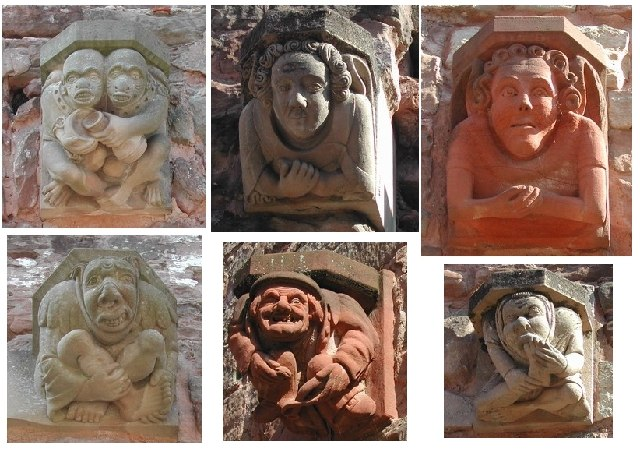
Sculptures décoratives ornant le monastère.

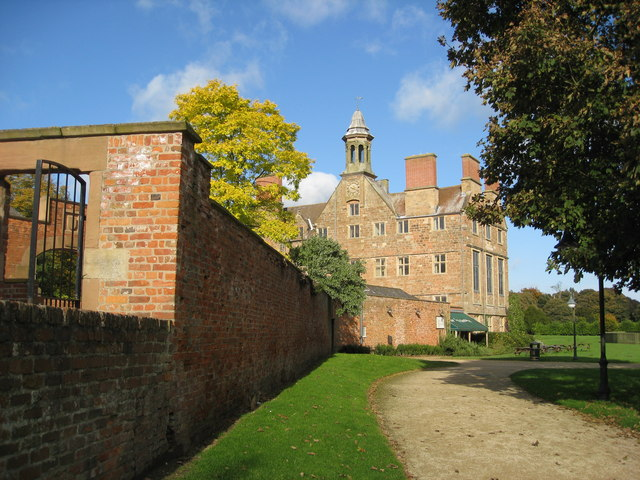
Autre vue générale de l'abbaye.

La construction de l'abbaye s'achève très rapidement : en 1170, les travaux sont achevés et l'abbaye reste inchangée jusque peu avant la dissolution au XVIe siècle, à l'époque ou un incendie la ravage.
Une des principales richesses de l'abbaye est fournie par la forêt de Sherwood : les moines ont l'autorisation de couper et de vendre du bois de feu ou de construction.

### Liste des abbés de Rufford
- Philip de Kyme, attesté sous le règne d'Étienne ;
- Edward, attesté en 1203 ;
- Geoffrey, attesté sous le règne de Jean et en 1218 ;
- Thomas ;
- Simon, attesté en 1232 ;
- G..., attesté en 1239 ;
- Geoffrey, attesté en 1252 ;
- William, attesté en 1259 ;
- Henry, 1278 ;
- Thomas de Stayngreve, attesté en 1283 ;
- Henry, attesté en 1288 ;
- Henry de Tring, attesté en 1315 ;
- Elias, attesté en 1332 ;
- Robert de Mapelbek, 1352 ;
- Thomas, 1366 ;
- John de Harlesay, 1372 ;
- John de Farnsfeld, 1394 ;
- Thomas Sewally, attesté en 1400 ;
- Robert de Welles, 1421;
- Robert Warthill, mort en 1456 ;
- William Cresswell, 1456 ;
- John Pomfrat, mort en 1462 ;
- John Lilly, 1462 ;
- John Greyne, 1465 ;
- Roland Bliton, 1516 ;
- Thomas Doncaster,dernier abbé[5].

### Dissolution du monastère

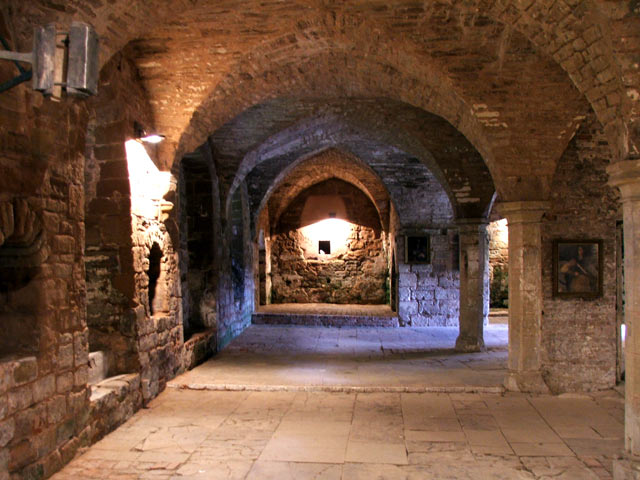
Cellier de l'abbaye, en sous-sol.

Le 4 septembre 1536, comme l'immense majorité des monastères britanniques, à la suite de la rupture entre Henry VIII et l'Église catholique, l'abbaye de Rufford est fermée et pillée lors de la campagne de dissolution des monastères. Les deux Visiterus du Roi qui sont chargés de cette tâche se nomment Legh et Layton. Elle compte alors entre six et quinze moines.
Elle est ensuite accordée à John Markham (en), qui l'échange moins d'un an après contre des terres en Irlande. Le nouveau propriétaire est le comte de Shrewsbury, George Talbot. Il transforme le monastère en manoir et sa famille la conserve jusqu'en 1626. À cette date, les bâtiments sont vendus à William Savile (en), dont la famille le conserve jusqu'en 1938, réalisant de nombreux travaux aux XVIIIe et XIXe siècles.
Durant la Seconde Guerre mondiale, l'ancienne abbaye est utilisée par le ministère de la guerre. Enfin, en 1952, l'ensemble du site est rachetée par le Nottinghamshire County Council, qui en démolit les ailes est et nord, et restaure le reste.

## L'abbaye
Les seuls restes qui soient parvenus jusqu'au XXIe siècle sont l'aile ouest et le bâtiment des convers, qui datent presque entièrement de 1160.